# Bayou des Cannes

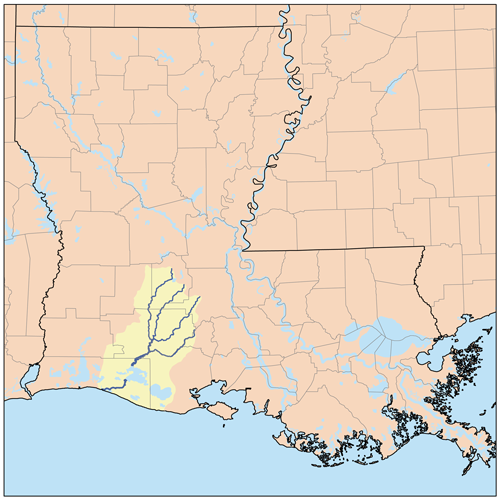
Localização da hidrovia

Bayou des Cannes (pronuncia-se "DAI KAIN") é uma hidrovia no Rio Mermentau, localizado na bacia do sul da Luisiana.